# Wereldkampioenschappen trampolinespringen 1967
De wereldkampioenschappen trampolinespringen 1967 waren door de Fédération Internationale de Trampoline (FIT) georganiseerde kampioenschappen voor trampolinespringers. De vierde editie van de wereldkampioenschappen vond plaats in Crystal Palace in het Britse Londen op 17 juni 1966.

## Resultaten

### Trampolinespringen
| Individueel | Individueel                 | Individueel | Individueel              | Individueel | Individueel               | Individueel | Individueel                      | Individueel | Individueel    | Individueel |
|             | Goud                        | Goud        | Zilver                   | Zilver      | Brons                     | Brons       | 4                                | 4           | 5              | 5           |
| ----------- | --------------------------- | ----------- | ------------------------ | ----------- | ------------------------- | ----------- | -------------------------------- | ----------- | -------------- | ----------- |
| Heren       | David Jacobs                | (46.70)     | David Curtis             | (44.10)     | Michael Williams          | (43.70)     | Kurt Treiter                     | (42,95)     | Hartmut Reihle | (42.85)     |
| Dames       | Judy Wills                  | (44.70)     | Nancy Smith              | (41.30)     | Charlene Paletz           | (40,50)     | Ute Czech                        | (39.55)     | Sue Vine       | (38.90)     |
| Synchroon   |                             |             |                          |             |                           |             |                                  |             |                |             |
|             | Goud                        | Goud        | Zilver                   | Zilver      | Brons                     | Brons       | 4                                | 4           | 4              | 4           |
| Heren       | Hartmut Riehle Kurt Treiter | (14.70)     | Kurt Hohener Rolf Maurer | (14.30)     | Ian McNaughton Ron Abbott | (13.23)     | David Jacobs Jimmy Yongue        | (13.25)     | (13.25)        | (13.25)     |
| Dames       | Judy Wills Nancy Smith      | (15,25)     | Ute Czech Agathe Jarosch | (13.60)     | Sue Vine Wendy Coulton    | (12.70)     | Charlene Paletz Linda Dinkelmann | (12.55)     | (12.55)        | (12.55)     |

1964 ·
1965 ·
1966 ·
1967 ·
1968 ·
1971 ·
1973 ·
1974 ·
1978 ·
1978 ·
1980 ·
1982 ·
1984 ·
1986 ·
1988 ·
1990 ·
1992 ·
1994 ·
1996 ·
1998 ·
1999 ·
2001 ·
2003 ·
2005 ·
2007 ·
2009 ·
2010 ·
2011 ·
2013 ·
2014 ·
2015 ·
2017 ·
2018 ·
2019